# 一次産品共通基金
一次産品共通基金（いちじさんぴんきょうつうききん、英語: Common Fund for Commodities、CFC）は、国連貿易開発会議（UNCTAD）の一次産品総合計画に基づき、一次産品の価格の安定、輸出所得の改善等を目的として1989年6月に設立された国際基金。CFCは発展途上国における一次産品開発プロジェクトに対し、融資・資金供与を行う。本部はオランダ・アムステルダム。

## 概要
一次産品共通基金（CFC）は1980年に締結された多国間の協定「一次産品共通基金設立協定」に基づき、1989年6月は設立された。2016年1月現在、国連加盟国103カ国及び、下記の国際団体10団体を加えた113の国または団体が加盟している。
- アンデス共同体
- アフリカ連合
- 欧州連合（EU）
- カリブ共同体
- 南部アフリカ開発共同体
- 東南部アフリカ市場共同体（COMESA）
- 東アフリカ共同体
- 西アフリカ諸国経済共同体（ECOWAS）
- ユーラシア経済連合
- 西アフリカ経済通貨同盟（UEMOA）

現在は、日本、オーストラリア、オーストリア、ベルギー、カナダ、ルクセンブルク、ニュージーランド、トルコが脱退している。